# Alberto Mancini
Alberto César Mancini (Posadas, 20 de maio de 1969) é um ex-tenista profissional argentino.